# Pachylasma auranticacum
Pachylasma auranticacum är en kräftdjursart som beskrevs av Darwin 1854. Pachylasma auranticacum ingår i släktet Pachylasma och familjen Pachylasmatidae. Inga underarter finns listade i Catalogue of Life.